# Arthur Shaw (Fußballspieler, 1924)
Arthur Shaw (* 9. April 1924 in Limehouse, England; † 2. November 2015 in Hermosa Beach, Kalifornien, Vereinigte Staaten) war ein englischer Fußballspieler. Auf vielen Positionen einsetzbar, war er vor allem für seine Zeit zwischen 1948 und 1955 beim FC Arsenal bekannt. Dort gewann er 1953 die englische Meisterschaft und trug mit 25 Einsätzen auf der rechten Außenläuferposition maßgeblich zum Erfolg bei.

## Sportlicher Werdegang
Shaw wurde im Osten Londons geboren und nachdem er im Schulsport das Fußballspielen gelernt hatte, schloss er sich im Jahr 1941 dem Amateurklub Hounslow Town an. Es folgten weitere Engagements als Amateur bei den Queens Park Rangers in den Jahren 1941/42 sowie im Jahr des Kriegsendes 1945 zunächst der FC Southall und danach gegen Jahresende der FC Hayes in der Athenian League. Als er in der Saison 1945/46 noch einmal als Gastspieler für Hounslow Town unterwegs war – der zwischenzeitlich durch den Zweiten Weltkrieg unterbrochene Ligaspielbetrieb war noch nicht wieder aufgenommen worden – fiel er Harry Curtis auf, der Trainer des damaligen Erstligisten FC Brentford war. Shaw unterzeichnete am 9. Mai 1946 bei dem aus dem Londoner Westen stammenden Klub einen Profivertrag, nachdem er kurz zuvor an Ostern 1946 mit einer englischen Amateurauswahl durch die Niederlande getourt war. Er debütierte für die „Bees“ im November 1946 gegen die Bolton Wanderers, aber die Dinge entwickelten sich fortan nicht gewünscht. Shaw kam nur noch zu drei weiteren Ligaeinsätzen in den folgenden anderthalb Jahren und zwischenzeitlich war Brentford nach Ablauf der Saison 1946/47 in die zweite Liga abgestiegen.
Am 12. April 1948 wechselte er zurück in die höchste Spielklasse zum FC Arsenal, der von Tom Whittaker trainiert wurde. Mehr als ein Jahr später debütierte Shaw am 31. August 1949 im Erstligaspiel gegen den FC Chelsea (2:3), aber hauptsächlich kam er noch in der Reservemannschaft zum Zug. Das lag vor allem daran, dass auf der rechten Außenläuferposition mit Alex Forbes ein konstant gut spielender Konkurrent „gesetzt“ war. Shaw war dennoch sehr beliebt und galt als „Spaßvogel“ in der Arsenalmannschaft. Obwohl diese auch auf Kosten der Teamführung ging, wurden sie als motivationsfördernd akzeptiert. In der Meistersaison 1952/53 spielte er sich mehr in den Vordergrund und auf seinem sportlichen Höhepunkt angekommen absolvierte er 25 Ligapartien auf der Halbposition. Anschließend rückte er wieder in die „zweite Reihe“ zurück und bestritt nur noch drei weitere Meisterschaftsspiele, darunter das letzte anlässlich der Eröffnung zur Saison 1954/55 gegen Newcastle United (1:3). Insgesamt hatte er 61 Pflichtspiele für Arsenal absolviert und war dabei ohne Torerfolg geblieben. Keinen Beitrag konnte er zum Erfolg im FA Cup 1949/50 leisten und auch zwei Jahre später bei der Finalniederlage gegen Newcastle United (0:1) wurde ihm wie oft Alex Forbes vorgezogen. In der Football Combination, die damals als Reserveliga für die Profivereine diente, schoss er bis zum Ende der Saison 1954/55 zehn Tore in 125 Spielen.
Im Juni 1956 wechselte Shaw kurzzeitig in die drittklassige Third Division South zum FC Watford. Anschließend setzte er in der Southern League bei Gravesend & Northfleet seine Karriere außerhalb des Profifußballs fort. Er gewann mit dem von Lionel Smith – ehemaliger Mannschaftskamerad bei Arsenal – trainierten Klub in der Saison 1957/58 die Southern-League-Meisterschaft. Nach dem Ende seiner Fußballerlaufbahn lebte er zunächst mehrere Jahre in Hounslow, bevor er nach Amerika übersiedelte, um dort mit seiner Tochter zu leben. In seiner dortigen Wahlheimat starb er im Alter von 91 Jahren am 2. November 2015 in Hermosa Beach, Kalifornien. Zu seinen Ehren wurde eine Fahne an der Ken Friar Bridge nahe der Haltestelle am Arsenal Stadium errichtet, als Reverenz des Arsenal-Funktionärs Ken Friar an seinen langjährigen Freund.

## Titel/Auszeichnungen
- Englischer Meister (1): 1953